# Jakub Knoll
Mgr. Jakub Knoll (* 14. ledna 1991 v Berouně) je český automobilový závodník a motoristický novinář. ,mistr ČR v autokrosu, v roce 2017 byl jezdec týmu Šenkýř Motorsport v šampionátu ADAC GT Masters.

## Vzdělání a novinářská práce
Jakub vystudoval mediální obor zakončený titulem magistra na Univerzitě J.Á. Komenského. V letech 2012-2015 působil v CZECH NEWS CENTER a.s. (Deník Sport) kde se zaměřoval na motorsport (F1, Dakar). Od listopadu 2015 do dubna 2017 působil jako redaktor Českého rozhlasu.LinkedIn Jakuba Knolla K roku 2022 píše zprávy mimo jiné pro F1sport.cz.Jakub Knoll na F1sport.cz

## Závodní působení a výsledky
- 1999: Mistrovství ČR v autokrosu, Divize Racer Buggy do 120 cm³, 16. místo
- 2000: Mistrovství ČR v autokrosu, Divize Racer Buggy do 120 cm³, 4. místo
- 2001: Mistrovství ČR v autokrosu, Divize Racer Buggy do 125 cm³, 1. místo
- 2002: Mistrovství ČR v autokrosu, Divize Junior Buggy do 600 cm³, 10. místo
- 2003: Mistrovství ČR v autokrosu, Divize Junior Buggy do 600 cm³, 7. místo
- 2004: Mistrovství ČR v autokrosu, Divize Junior Buggy do 600 cm³, 6. místo
- 2004: Evropský pohár v autokrosu, Divize Junior Buggy do 600 cm³, 2. místo
- 2005: Mistrovství ČR v autokrosu, Divize Junior Buggy do 600 cm³, 5. místo
- 2005: Evropský pohár v autokrosu, Divize Junior Buggy do 600 cm³, 1. místo
- 2006: Mistrovství ČR v autokrosu, Divize Junior Buggy do 600 cm³, 1. místo
- 2007: LO Formula Renault 2.0 Switzerland, 30. místo (Bossy Racing)
- 2008: Formula Renault 2.0 Northern European Cup, 27. místo (Křenek Motorsport)
- 2009: Eurocup Formula Renault 2.0 (Křenek Motorsport)
- 2010: Eurocup Formula Renault 2.0, 23. místo (Křenek Motorsport)
- 2011: FIA GT3 European Championship, 32. místo (Gravity-Charouz Racing)
- 2011: Lamborghini Super Trofeo, 11. místo (Gravity-Charouz Racing)
- 2012: Lamborghini Super Trofeo, 8. místo klasifikace AM (Heico Gravity-Charouz Team)
- 2013: Eurocup Megane Trophy V6, 16. místo (Gravity-Charouz Racing)
- 2014: FIA Central European Zone - Circuit Racing Trophy / MMČR / ESET V4 CUP
- 2015: ADAC GT Masters
- 2016: FIA Central European Zone - Circuit Racing Trophy / MMČR /ESET V4 CUP
- 2017: ADAC GT Masters+International GT Open (Šenkýř Motorsport)
- 2019: Lamborghini Super Trofeo Europe+2019 Lamborghini Super Trofeo World Final - Pro (Mičánek Motorsport)
- 2021: GT4 European Series - Pro-Am+GT4 European Series - Silver Cup (Selleslagh Racing Team)
- 2022: GT4 European Series Pro-Am class (NM Racing Team)